# NFL Championship Game 1958
Das NFL Championship Game 1958 war die 26. Auflage des Endspiels im American Football der National Football League (NFL). Das Spiel fand am 28. Dezember 1958 vor 64.185 Zuschauern im Yankee Stadium von New York City statt. Der Meister der Western Conference, die Baltimore Colts, bezwang den Meister der Eastern Conference, die New York Giants, mit 23:17 in Overtime.
Aufgrund des dramatischen Endes („Two Minute Drill“ der Colts), als erstes Overtime-Spiel der NFL-Finalhistorie und wegen der großen Zahl an späteren Mitgliedern der Pro Football Hall of Fame wird das Spiel u. a. von der Pro Football Hall of Fame „The Greatest Game Ever Played“ („Bestes Spiel aller Zeiten“) genannt.

## Vorgeschichte

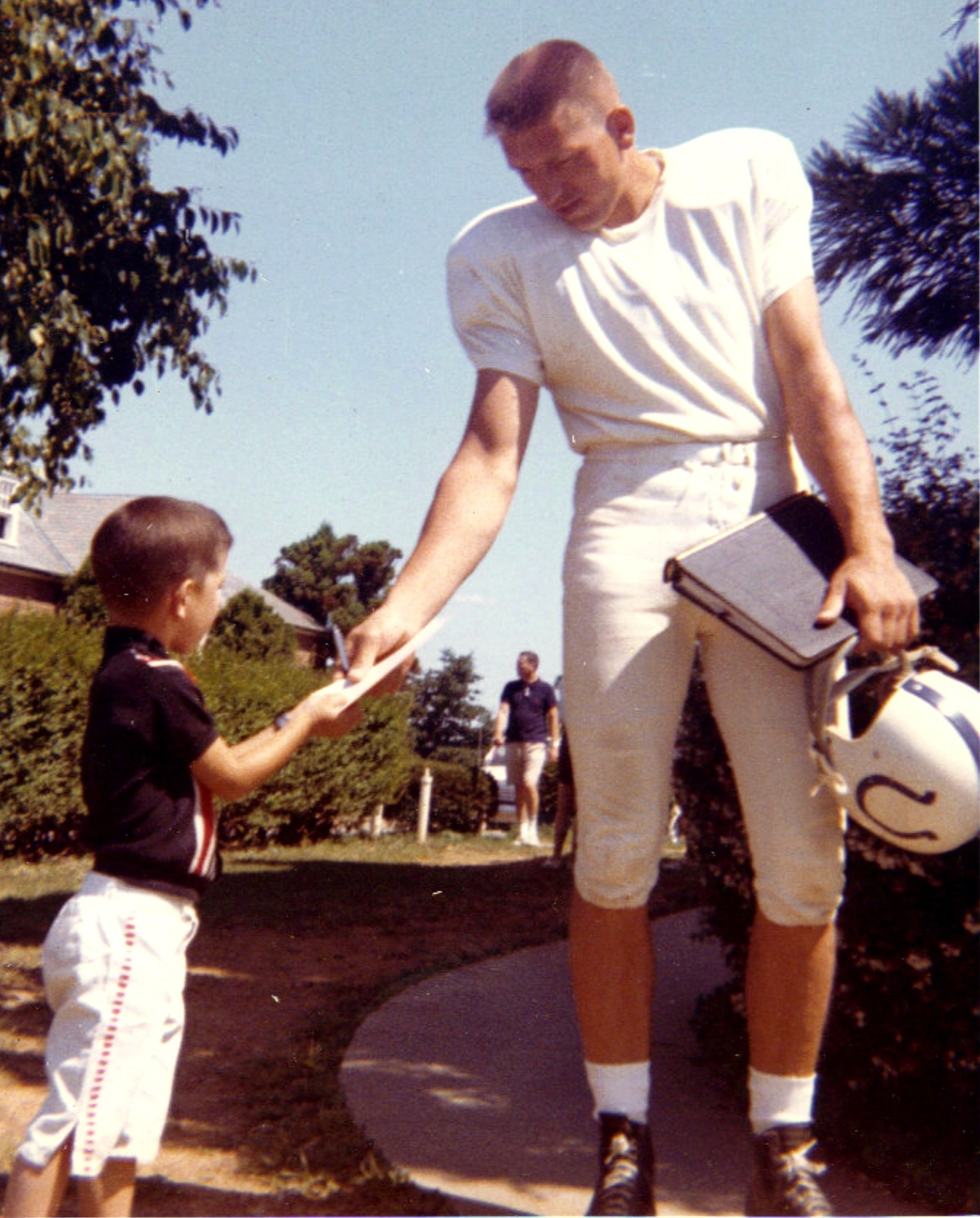
Colts-Quarterback Johnny Unitas (1964)

Die Baltimore Colts von Head Coach Weeb Ewbank gewannen neun ihrer zwölf Saisonspiele und gewannen die Eastern Conference mit einem Sieg Vorsprung auf die Chicago Bears und die Los Angeles Rams (je acht Siege). Im letzten Saisonspiel gegen die San Francisco 49ers, das sie gewinnen mussten, hatten sie einen 7:27-Rückstand noch in einen 35:27-Sieg umgewandelt. Bester Spieler des Teams aus Maryland war Quarterback Johnny Unitas, der 19 Touchdowns und 2.007 Yards Raumgewinn erwarf und gemeinsam mit Runningback Lenny Moore und Wide Receiver Raymond Berry ein gefährliches Offensivtrio bildete. Mit 381 Punkten waren die Colts offensivstärkstes Team der Liga. Auch defensiv waren die Colts stark: Sie ließen nur 203 Punkte zu, ligaweit Platz zwei. Unitas, Moore und Berry wurden ins All-Pro-Team gewählt.
Die New York Giants von Head Coach Jim Lee Howell gewannen ebenfalls neun ihrer zwölf Saisonspiele, genauso viele wie die Cleveland Browns. In einem Ausscheidungsspiel wurden die Browns mit 10:0 besiegt. Die New Yorker waren ein eher durchschnittliches Offensivteam (246 Punkte, ligaweit Platz neun), aber die Defense um die vier All-Pro-Verteidiger Jimmy Patton (Safety), Rosey Brown, Sam Huff (Linebacker) sowie Andy Robustelli (Defensive End) erlaubte den Gegnern nur 183 Punkte, womit sie die NFL anführten. Co-Trainer von Howell waren u. a. die künftigen Pro Football Hall of Fame Trainer Vince Lombardi (Offense) und Tom Landry (Defense).
Da es im Jahr 1958 keine Play-offs gab, traten die West- und Ostmeister direkt im NFL Championship Game gegeneinander an.

## Spiel
Im ersten Viertel leisteten sich beide Teams Ballverluste, und ein Field-Goal-Versuch vom  Kicker der Colts, Steve Myhra, wurde von Sam Huff geblockt. Im Gegenzug trat der Kicker der Giants, Pat Summerall, ein Field Goal, das New York mit 3:0 in Führung brachte. Im zweiten Viertel verlor der Runningback der Giants, Frank Gifford, kurz vor der eigenen Endzone den Ball. Dieser Ballverlust wurde kurz darauf vom Runningback der Colts, Alan Ameche, zum Touchdown verwertet. Nach einem erfolgreichen Point-after-Touchdown (PAT) von Myhra stand es 7:3 für Baltimore. Daraufhin führte Unitas einen langen Drive an, der von Raymond Berry zu einem Touchdown verwertet wurde. Nach Myhras erfolgreichem PAT stand es 14:3 für die Colts.
Nach der Halbzeitpause führte Unitas die Colts bis einen Yard vor die Endzone der Giants. Statt nach dem dritten Down ein relativ sicheres Field Goal zu versuchen, wurde beschlossen, dass Ameche versuchen sollte in die Endzone zu laufen. Als dies misslang, bekam New York den Football zurück. Im nächsten Spielzug landeten die Giants ein Big Play, als die Colts mehrere Tackles verpassten und New York bis auf ein Yard an die Endzone kam. Giant Mel Triplett vollendete zum Touchdown, und nach Summeralls geglücktem PAT stand es nur noch 14:10 für die Colts. Früh im vierten Viertel warf der Quarterback der Giants, Charlie Conerly, einen Touchdown auf Frank Gifford (PAT Summerall, Giants 17:14). Kurz vor Spielende wurde Gifford im dritten Down direkt an der eigenen 40-Yards-Linie von Gino Marchetti getackelt. Marchetti brach sich das Bein und musste ausscheiden. Der Schiedsrichter entschied umstrittenerweise auf viertes Down, so dass New York den Football puntete. Unitas stand nun vor der Aufgabe, mit nur noch zwei Minuten Spielzeit, sein Team aus 86 Yards zu einem Field Goal zu führen.
Unitas vollführte eine der berühmtesten Angriffsserien der NFL-Geschichte, den sogenannten „Two Minute Drill“ (Zwei-Minuten-Serie). Statt seine Mitspieler vor jedem Spielzug beiseite zu nehmen und im Huddle den nächsten Angriff anzusagen, sparte er Zeit, indem er sie sofort auf ihre Positionen befahl und erst im letzten Moment den Namen des Spielzuges brüllte. Nach fünf schnellen Würfen hatten die Colts 73 Yards gewonnen. Sieben Sekunden vor Schluss schoss Kicker Myhra ein 20-Yards-Field-Goal, so dass es bei Abpfiff 17:17 stand. Somit wurde das Finale das erste reguläre NFL-Spiel, das in die Verlängerung ging. Gemäß der Overtime-Regel würde das Team gewinnen, welches als erstes Punkte erzielte. In der Overtime mussten die Giants nach einer missglückten Angriffsserie punten, so dass Unitas die Colts nach zwei erfolgreichen Würfen aus einem langen dritten Down heraus bis ein Yard vor die Endzone führte. Nach einem Touchdown von Ameche hatten die Colts mit 23:17 gewonnen.
Nach dem Spiel lehnte Unitas TV-Auftritte für die damals hohe Summe von 750 US-Dollar ab, damit er pünktlich mit seinem Team nach Baltimore zurückfliegen konnte.

## Bedeutung

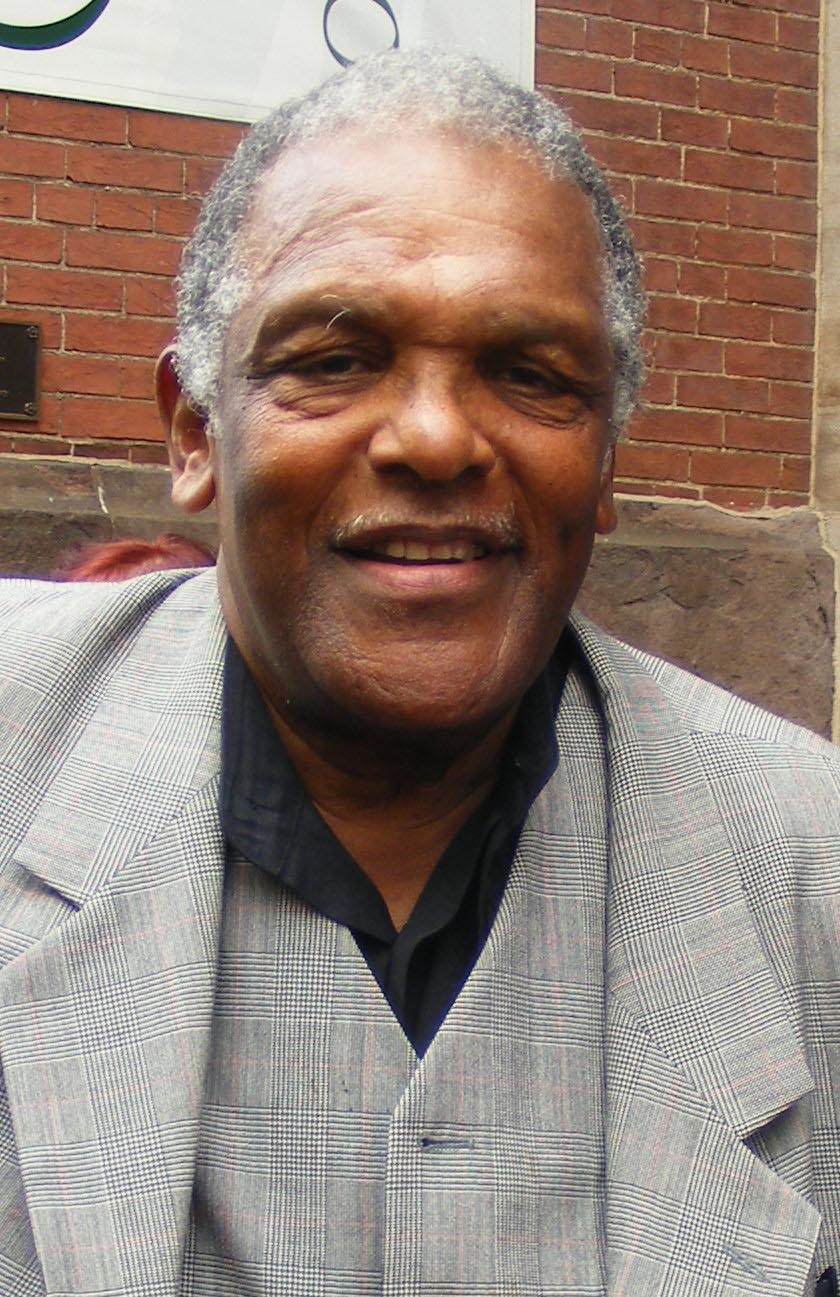
Lenny Moore (Foto aus dem Jahr 2011) fing den ersten Wurf des berühmten „Two Minute Drills“ von Johnny Unitas.

Das NFL Championship Game von 1958 gilt als eines der besten NFL-Spiele aller Zeiten. Die Pro Football Hall of Fame bezeichnet das Spiel „trotz schlampigen Spiels beider Teams... als das Spiel, das die NFL populär machte“ und „als dramatisches Hin und Her mit einem episch spannenden Ende“ mit dem berühmten „Two Minute Drill“ von Unitas. Unitas („Wir haben bis zwei Minuten vor Ende schlecht gespielt“) und seine Teamkollegen selbst meinten, dass sie beim 35:27 am letzten Spieltag der Regular Season gegen die San Francisco 49ers besser gespielt hätten.
Unitas' berühmter Two Minute Drill enthielt folgende Spielzüge:
- Wurf auf Lenny Moore (11 Yards), erstes Down an der eigenen 25-Yards-Marke
- Fehlwurf
- Wurf auf Raymond Berry (25 Yards), erstes Down in der Mitte des Feldes
- Wurf auf Raymond Berry (15 Yards), erstes Down an der New Yorker 35-Yards-Marke
- Wurf auf Raymond Berry (22 Yards), erstes Down an der New Yorker 13-Yards-Marke
- Field Goal von Steve Myhra aus 20 Yards

Am Finale waren 17 Akteure beteiligt, die heute Mitglied der Pro Football Hall of Fame sind:
- Baltimore Colts: Raymond Berry, Art Donovan, Gino Marchetti, Lenny Moore, Jim Parker, Johnny Unitas (Spieler); Weeb Ewbank (Coach)
- New York Giants: Rosey Brown, Frank Gifford, Sam Huff, Don Maynard, Andy Robustelli, Emlen Tunnell (Spieler); Vince Lombardi, Tom Landry (Coaches); Tim Mara und Wellington Mara (Funktionäre)

Runningback Frank Gifford, der selbst ein erfolgreicher Sportjournalist wurde, schrieb 2009 hierzu das Buch How the 1958 NFL Championship Changed Football Forever. Eine Computeranalyse mehrere Jahrzehnte später zeigte, dass Gifford bei seinem umstrittenen Lauf gegen Marchetti tatsächlich „neun Inches zu kurz“ für ein erstes Down kam.